# Jasper Wieck

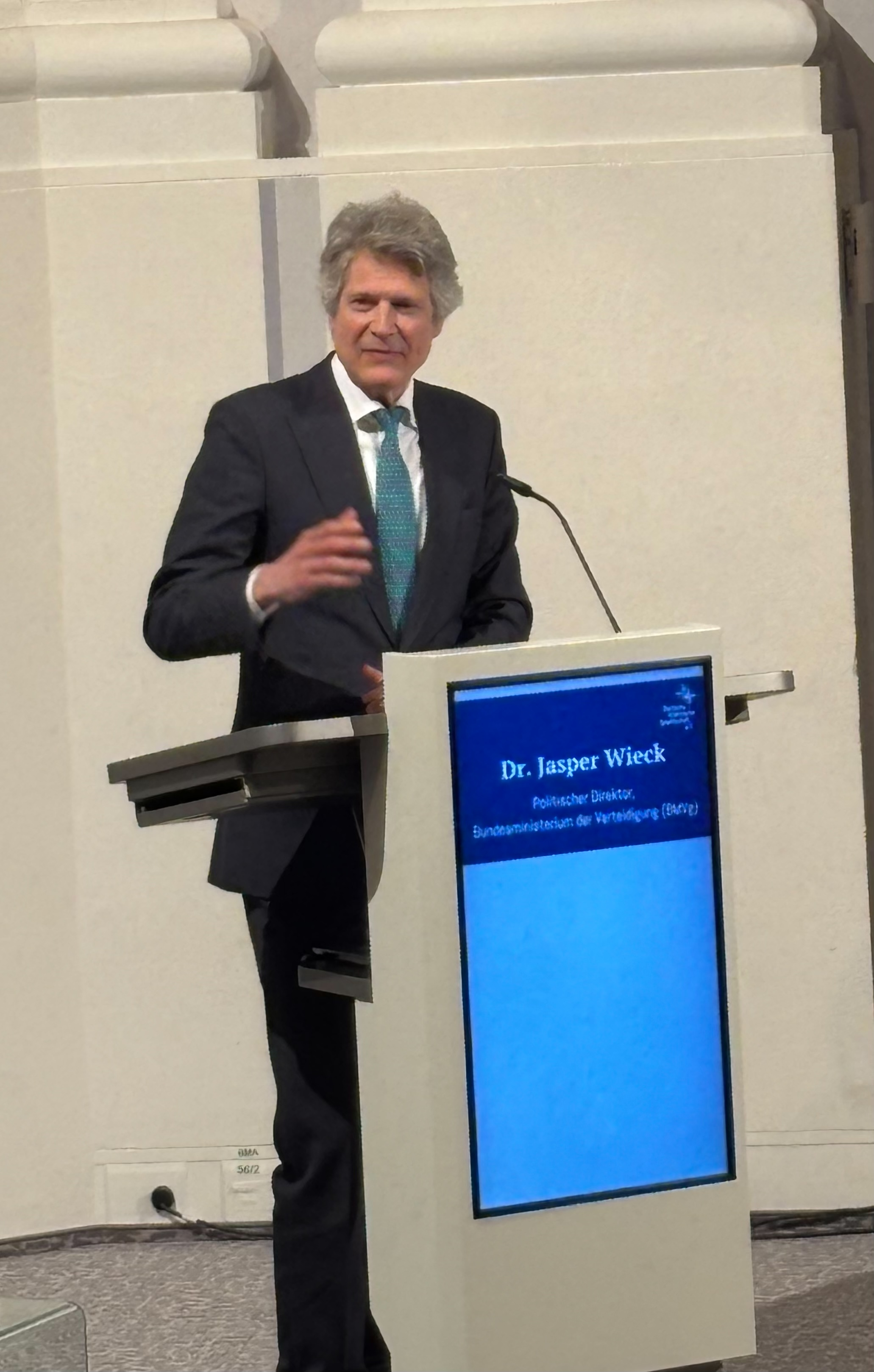
Wieck bei einem Vortrag im Januar 2025.

Jasper Wieck (* 1965) ist ein deutscher Diplomat. Er ist seit 2022 Politischer Direktor im Bundesministerium der Verteidigung.

## Leben
Jasper Wieck, Sohn des ehemaligen Diplomaten und Präsidenten des Bundesnachrichtendienstes (BND) Hans-Georg Wieck, studierte nach seinem Grundwehrdienst Geschichte, Philosophie und Theologie in Bonn sowie Politische Wissenschaften in Paris. 1995 wurde er mit der Arbeit Weg in die „Decadence“ – Frankreich und die Mandschurische Krise 1931–1933. promoviert.
1994 trat er in den Auswärtigen Dienst ein und war in Bonn und Berlin tätig. 1996 wurde Wieck ständiger Vertreter des Leiters der Botschaft Baku. 1998 wechselte er in die Nordamerika-Abteilung im Auswärtigen Amt in Berlin. 2000 übernahm er ein Beratungsmandat für Außenpolitik im Deutschen Bundestag. Von 2002 bis 2006 war Wieck in der Politischen Abteilung der Botschaft Moskau tätig, anschließend Stellvertretender Leiter des Parlaments- und Kabinettsreferats in der Zentrale des Auswärtigen Amts in Berlin.
Im Jahr 2009 wurde ihm die Leitung der Politischen Abteilung der Deutschen Vertretung bei der NATO in Brüssel übertragen. Von 2012 bis 2017 leitete Wieck das Referat für Grundsatzfragen der Verteidigungs- und Sicherheitspolitik/Atlantisches Bündnis im Auswärtigen Amt in Berlin. 2017 wurde er ständiger Vertreter des Leiters der Botschaft Neu-Delhi.
2020 bis 2021 war Wieck Beauftragter für Ostasien, Südostasien und Pazifik im Auswärtigen Amt in Berlin. Von 2021 bis 2022 war er Sonderbeauftragter der Bundesregierung für Afghanistan und Pakistan und Beauftragter für die Südasien- und Indopazifik-Politik. Im Sommer 2022 wurde er als Nachfolger von Detlef Wächter, der als Botschafter nach Oslo wechselte, zum Politischen Direktor im Bundesministerium der Verteidigung ernannt.

## Veröffentlichungen
- Weg in die "Décadence": Frankreich und die mandschurische Krise 1931–1933, Bonn: Bouvier 1995. ISBN 3-416-02554-7.
- Parteien im "System Putin": Russland auf dem Weg zurück in die Einparteienherrschaft?, in: Internationale Politik: Das Magazin für globales Denken, Jg. 59 (2004), Nr. 3, S. 27–33.
- gemeinsam mit Tjorven Bellmann: Maritime Sicherheit in der deutschen Außen- und Sicherheitspolitik, in: Heinz Dieter Jopp (Hrsg.): Maritime Sicherheit im 21. Jahrhundert, Baden-Baden: Nomos, S. 119–133. ISBN 3-8487-1910-X.